# Rotex
Rotex – międzynarodowa organizacja zrzeszająca osoby powracające z wymian studenckich Rotary. Głównym celem działalności jest pomoc studentom w przygotowaniu się do wyjazdu za granicę oraz pomoc studentom z innych krajów (cudzoziemskim studentom wymian) podczas wymian.